# Fenofibraat
Fenofibraat is een geneesmiddel voor de behandeling van verhoogde cholesterol- en triglyceridengehalten in het bloed (hypercholesterolemie resp. hypertriglyceridemie). Fenofibraat is de isopropylester van fenofibrinezuur, dat het actieve bestanddeel is van fenofibraat.
Fenofibraat behoort tot de groep van de fibraten. De belangrijkste functie van de fibraten is de verlaging van de triglyceriden. Zij verminderen ook in mindere mate het LDL-cholesterol ("slechte" cholesterol) en verhogen het HDL-cholesterol ("goede" cholesterol). Fibraten zouden aldus het risico op hartziekte verminderen bij mensen met laag HDL-cholesterol of met verhoogde triglyceriden.
Fenofibraat is ontwikkeld door het farmaceutisch bedrijf Fournier Pharma, dat in 2005 werd overgenomen door de Belgische groep Solvay. Het wordt verkocht onder de merknamen Lipanthyl (Solvay) en TriCor (Abbott Labs in de Verenigde Staten, in samenwerking met Fournier). Er zijn ook generieke geneesmiddelen op basis van fenofibraat op de markt.
Lipanthyl en generieke middelen zijn in België toegelaten. In de Verenigde Staten is TriCor een "blockbuster" geworden op de lucratieve markt van de cholesterolverlagers. Door de overname van Fournier Pharma en TriCor, schatte Solvay dat de omzet van haar farmaceutische divisie met meer dan een derde zou toenemen. Begin maart 2008 spande Solvay nog een geding aan tegen het Israëlische bedrijf Teva Pharmaceuticals, dat een generieke vorm van een bepaalde formulatie van TriCor wilde laten goedkeuren door de FDA (Food and Drug Administration). Volgens Solvay zou dat een inbreuk betekenen op het octrooirecht.

## Andere fibraten
Andere fibraten zijn: clofibraat, aluminiumclofibraat, bezafibraat, gemfibrozil, simfibraat, ronifibraat, ciprofibraat, etofibraat en clofibride.